# Коннектикутский Колледж
Коннектикутский колледж (англ. Connecticut College) — частный гуманитарный колледж, расположенный в городе Нью-Лондон, штат Коннектикут, США. Колледж является высшим учебным заведением. На кампусе проживают около 1815 студентов. Университет был основан в 1911 году и назывался "Коннектикутский Женский Колледж" в протест решению Уэслианский университета о прекращении принятия к себе женщин и девушек в 1909 году. Учебное заведение изменило название на "Коннектикутский Колледж в 1969, после того как начало принимать к себе на учебу представителей мужского пола.
В университете присутствуют 31 факультет и 7 междисциплинарных программ, которые предлагают 41 традиционную программу образования и возможность составления индивидуальных планов. Колледж является членом Спортивной конференции Малых Колледжей Новой Англии .

## История

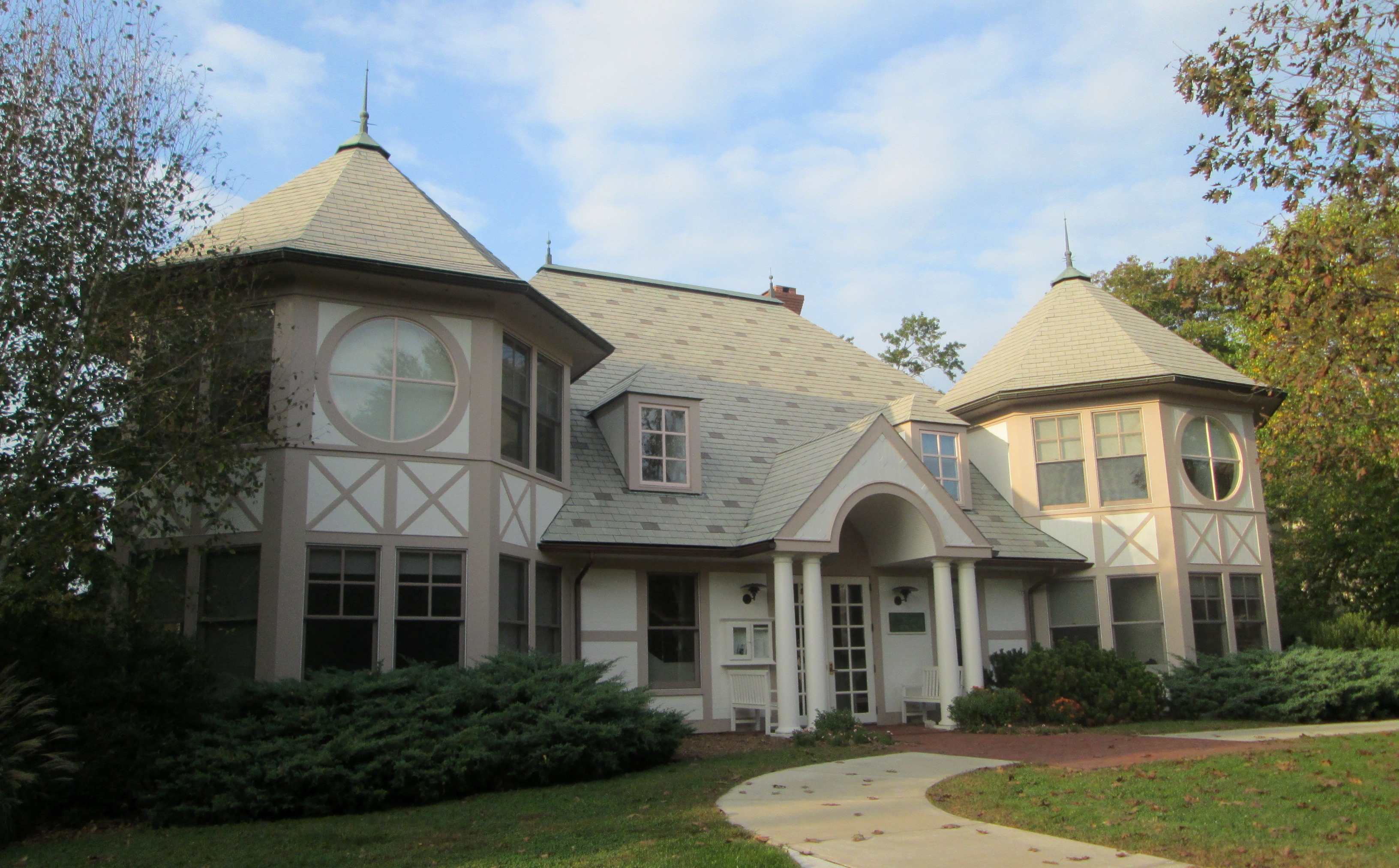
Приемное Отделение

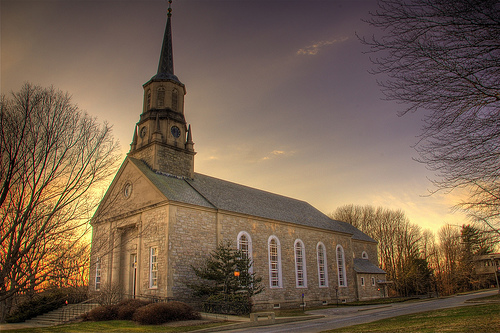
Часовня Харкнесса на закате

Университет был основан в 1911 году в ответ решению Уэслианского университета о прекращении приема девушек и женщин на образовательные программы. Элизабет Ц. Райт и другие выпускники Уэслианского университета убедили других людей в необходимости основания нового учебного заведения в поддержку возрастающего желания представителей женского пола в получения высшего образования. Учебному заведению дали название Коннектикутский Женский Колледж. Финансовые средства предоставил город Нью-Лондон и его жители наряду с состоятельными пожертвователями. Университет стоит на земле бывшей молочной фермы, хозяином которой был Чарльз П. Александр из Вотерфорда. Он скончался в 1904 году и его жена Харриет (Жероме) Александр скончалась в 1911 году. Сын Харриет и Чарльза, Франк, продал землю советом попечителей будущего Коннектикутского Колледжа.
Журнал Hartford Daily Times 12 октября 1935 года выпустил статью, посвященную двадцатой годовщине учебного заведения: “27 сентября 1915 года университет открыл свои двери студентам. В тот год свое обучение в Коннектикутом Колледже начали 99 первокурсников и 52 студентов с особым статусом, в сумме 151 студентов. Прекрасный преподавательский состав из 23 человек и библиотека с 6,000 единицами литературы начали свою работу”. Университет начал принимать мужчин в 1969 году, и ректор Чарльз И. Шейн заявил, что некоторые доказательства показывали падающий интерес к получению высшего образования среди женщин.
Коннектикутский Колледж аккредитован Комиссией Высшего Образования Новой Англии с декабря 1932 года. Университет подтвердил свою аккредитацию на образовательную деятельность весной 2018 года.

## Учеба
В университете присутствуют 31 факультет и 7 междисциплинарных программ, которые предлагают 41 традиционную программу образования и возможность составления индивидуальных программ. Начиная с класса выпуска 2020 года, студенты Коннектикутского Колледжа проходят новый вид междисциплинарной программы основного образования под названием Связи.
Коннектикутский Колледж известен тем, что университеты бакалавриата проводят свои научные исследования, студентов стимулируют проводить конференции и публиковать свои работы под предводительством профессоров. На момент 2017-18 учебного года, в университете числятся 182 штатных профессоров, 93% из которых имеют докторские степени или их эквивалент. Соотношение студентов к профессорам - 9 к 1.

### Прием
В университете достаточно серьезный конкурс на поступление. В 2019 в учебное заявление поступило 6784 заявок, 2538 из них были приняты (37.4%). Результаты экзамена SAT в среднем были 650-710 за первую часть и 660-740 за математическую часть.

### Рейтинги
В 2021 году Коннектикутский колледж (по данным US News & World Report) занял 51 место среди так называемых колледжей свободных искусств, 30 место за “Лучшее обучение на уровне бакалавриата”, 42 за “Самый Инновационный Университет”, 72 за “Лучшую Цену”, 133 за “Социальную Мобильность”. Washington Monthly отдал Коннектикутскому колледжу 27 место в 2020 году среди 218 рассматриваемых колледжей свободный искусств в США за вклад учебного заведения в общественное благо (предоставления площадки для социальной мобильности), исследования, продвижения службы на пользу общества. Forbes обозначил Коннектикутский Колледж 128 из 650 высших учебных заведений в 2019 году, 55 среди колледжей свободных искусств, 62 на Северо-Востоке и 96 среди частных колледжей.

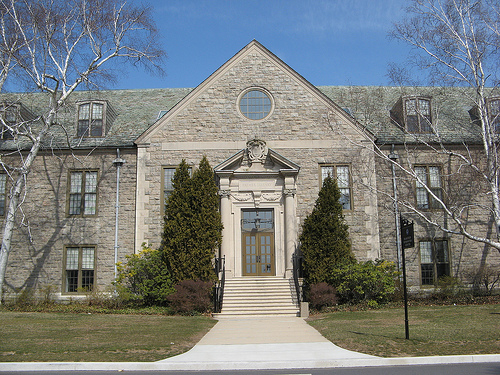
Гуманитарный центр Блауштайна

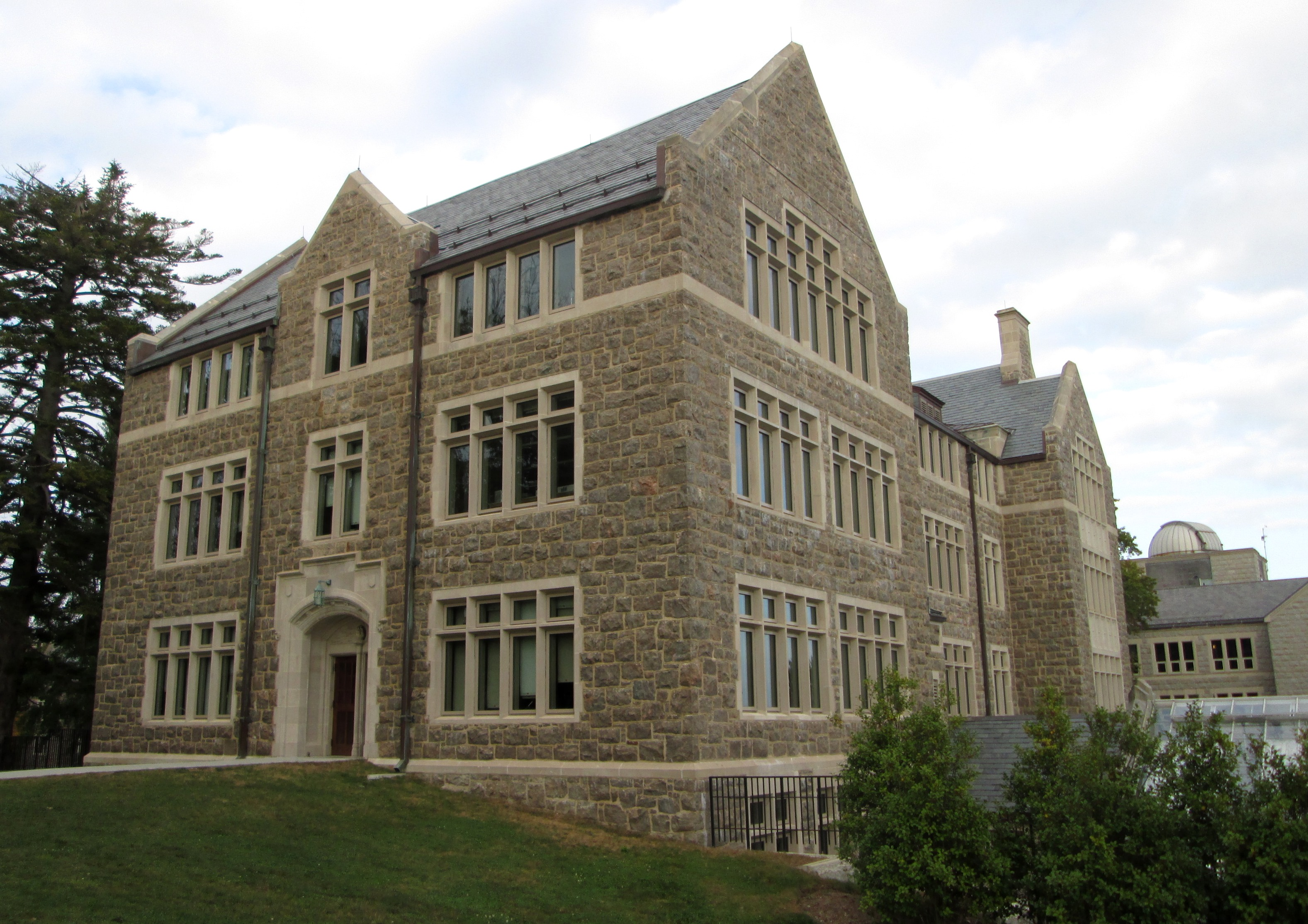
Нью-Лондонский зал

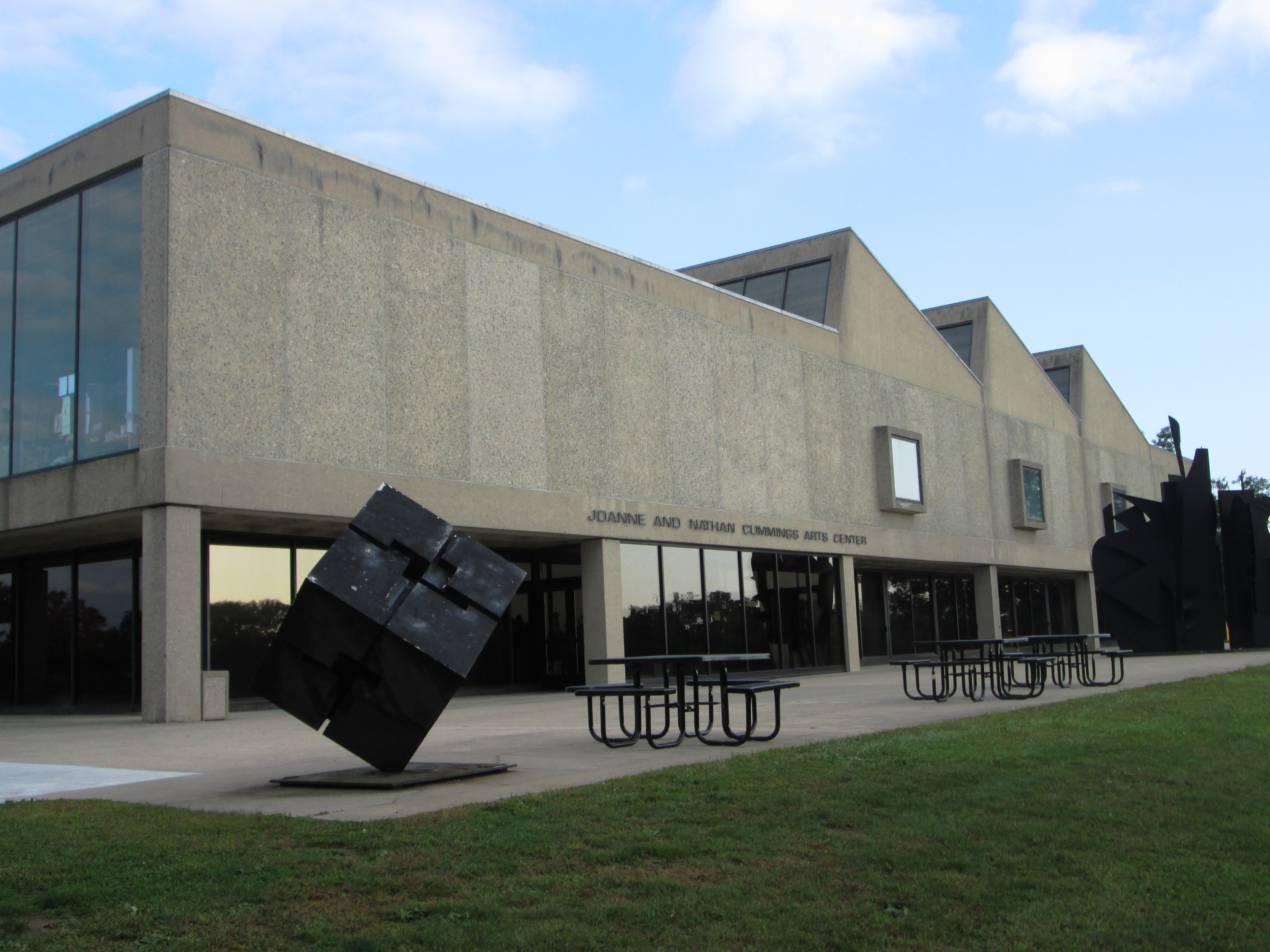
Каммингс Арт Центр

## Кампус
Главный кампус разделен на три части. В северной части кампуса расположены новые общежития. В южной части находятся общежития, здание Тэмпл Грин и несколько учебных корпусов. Самые старые общежития называются Плэнт Хаус и Блэкстон Хаус, основанные в 1914 году.
Две главные библиотеки Коннектикутского Колледжа, Библиотека Имени Чарльза И. Шейна и Библиотека Грир Мьюзик, расположены в центре Каммингс Артс. В Библиотеке Шейна хранится более 500000 книг и журналов, а также огромная коллекция электронных ресурсов. В библиотеке также находится Центр Линда Лиар для редких коллекций и архивов, а также читальный зал Чарльз Чу Эйшиан. Центр Линда Лиар служит домом для более чем 50 книг, манускриптов и коллекций произведений искусств, включая в себя посвященные Рэйчел Карсон, Юджину О'Нил и Беатрикс Поттер архивы исследований. Читальный зал Чарльз Чу Эйшиан служит как тихое место для чтения и место выставки коллекции произведений искусства Чу-Гриффин.
Студенческий центр под названием Крозиер Вилльямс Колледж Центр находится на центральном кампусе, часто называемым “Кро”. В студенческом центре находится книжный магазин, мини-маркет, почта, магазин Оазис Снэк Шоп, бар (Кро Бар), офисы обслуживания студентов.
Библиотека Шейн получила свое название в 1976 году в честь бывшего ректора университета Чарльза Шейна. Она подверглась реновации и расширению в 2015 году. И эта реконструкция была отмечена Американским Институтом Архитекторов премией Новой Англии 2015 года в категории “Сохранение”. В 2016 году LibraryJournal назвал библиотеку победителем в категории Новый Ориентир.
Особенности обновленной библиотеки:
- The Technology Commons.[26][27]
- Центр Цифровых Стипендий и Учебных Программ.
- Центр Учебных Ресурсов.
- Комнаты работы с белыми досками на стенах, LCD-панелями и проекторами.

Пространства для выступлений на территории кампуса включают:
- Актовый зал Палмер
- Театр Тансилла, расположенный в Хиллер-зале
- Танцевальная студия Майерса [28] расположенная в Центре Крозиер Вилльямс.
- Часовня Харкнесса
- Музыкальный зал Эванса
- Концертный зал Фортуна
- Зал Олива, расположенный в центре искусств Каммингс.[29]

Актовый зал Палмер был местом проведения Американского танцевального фестиваля с 1947 по 1977 год. В фестивале принимали участие такие хореографы, как Марта Грэм, Хосе Лимон и Мерс Каннингем. Событие было названо «самым важным летним событием в современном танце».
Дендрарий Коннектикутского колледжа - это 750 акров (3 км 2 ) дендрарий и ботанический сад . Студенты часто посещают дендрарий для прогулок, учебы, наслаждения природой.
Часовня Харкнесса является прекрасным примером Колониального Георгианского Стиля известного архитектора Джеймса Гэмбла Роджерса с двенадцатью витражами производства Дж. Оуэна Бонавита. Здание используется для религиозных служб, а также для церемоний, концертов, свадеб и других общественных мероприятий.

Художественный музей Lyman Allyn расположен на территории кампуса, но не связан с собственно кампусом. На веб-сайте музея говорится, что «коллекция включает в себя более 10 000 картин, скульптур, рисунков, гравюр, мебели и предметов декоративно-прикладного искусства с акцентом на американское искусство 18-20 веков». Эта коллекция «размещена в красивом неоклассическом здании, спроектированном Чарльзом А. Платтом ».

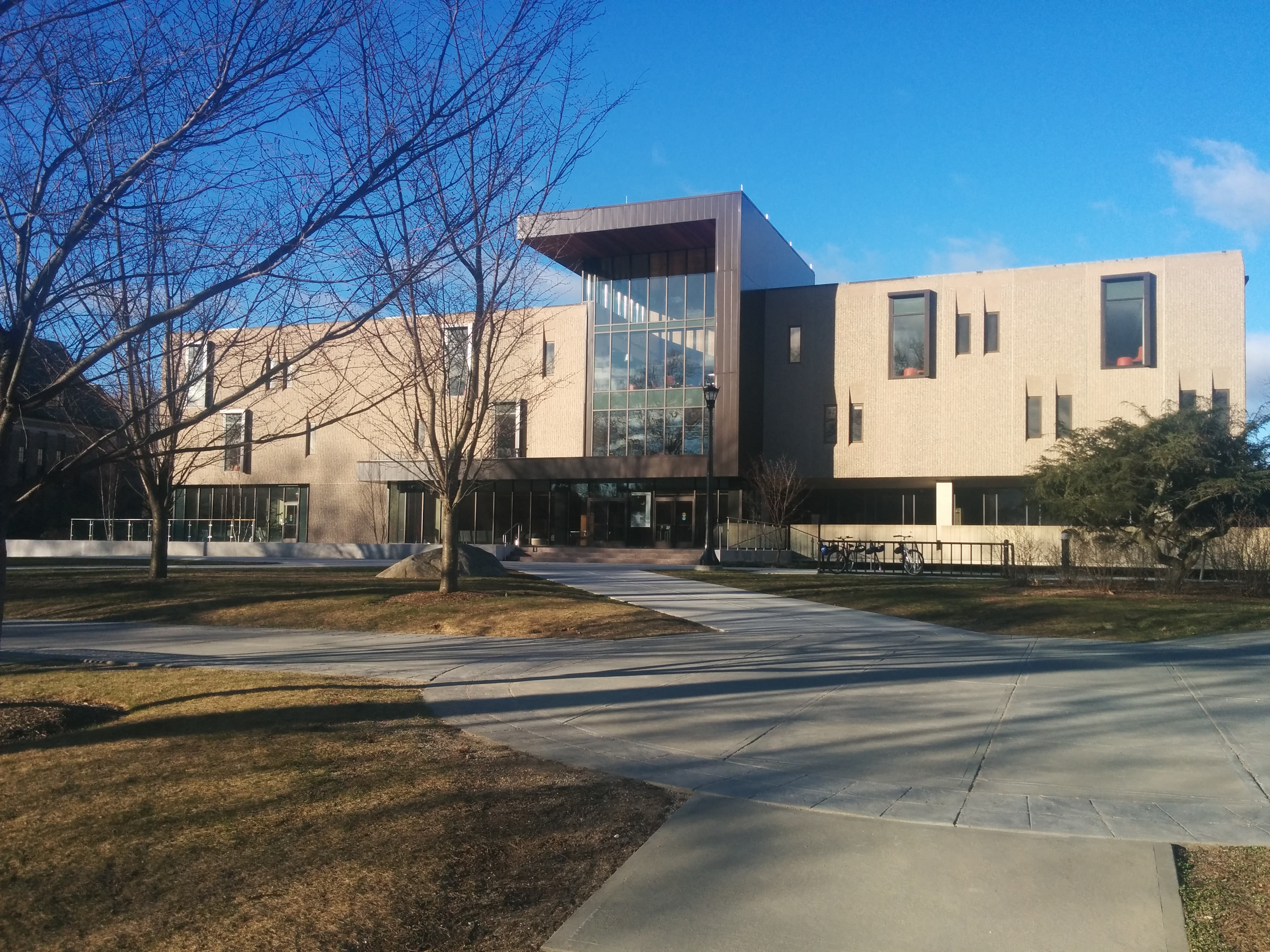
Библиотека Чарльза И. Шейна после ремонта 2015 года

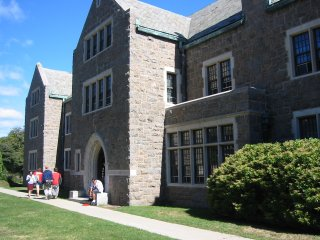
Дом Блэкстоун

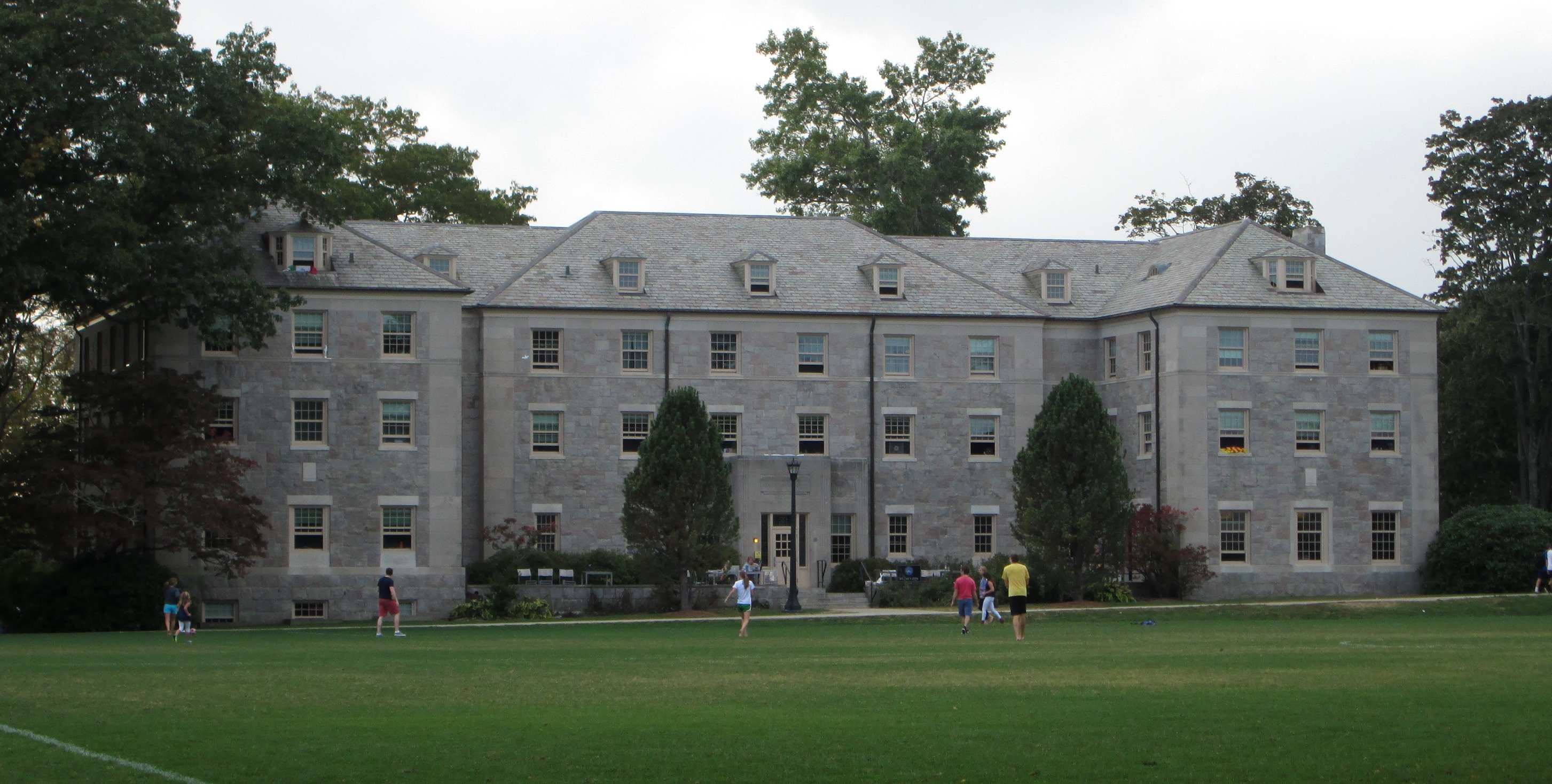
Дом Харкнесса

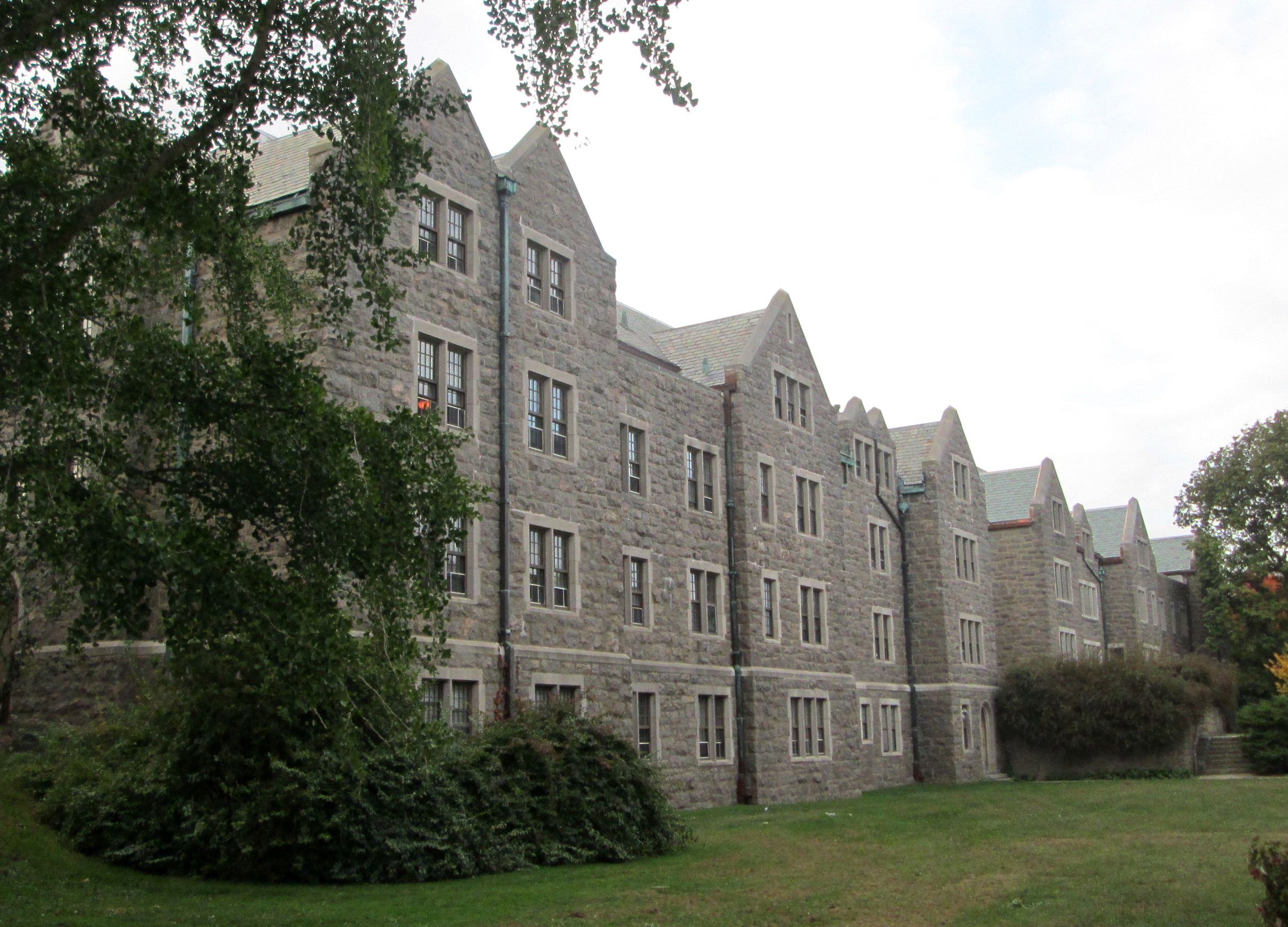
Дома Плэнт и Бранфорд

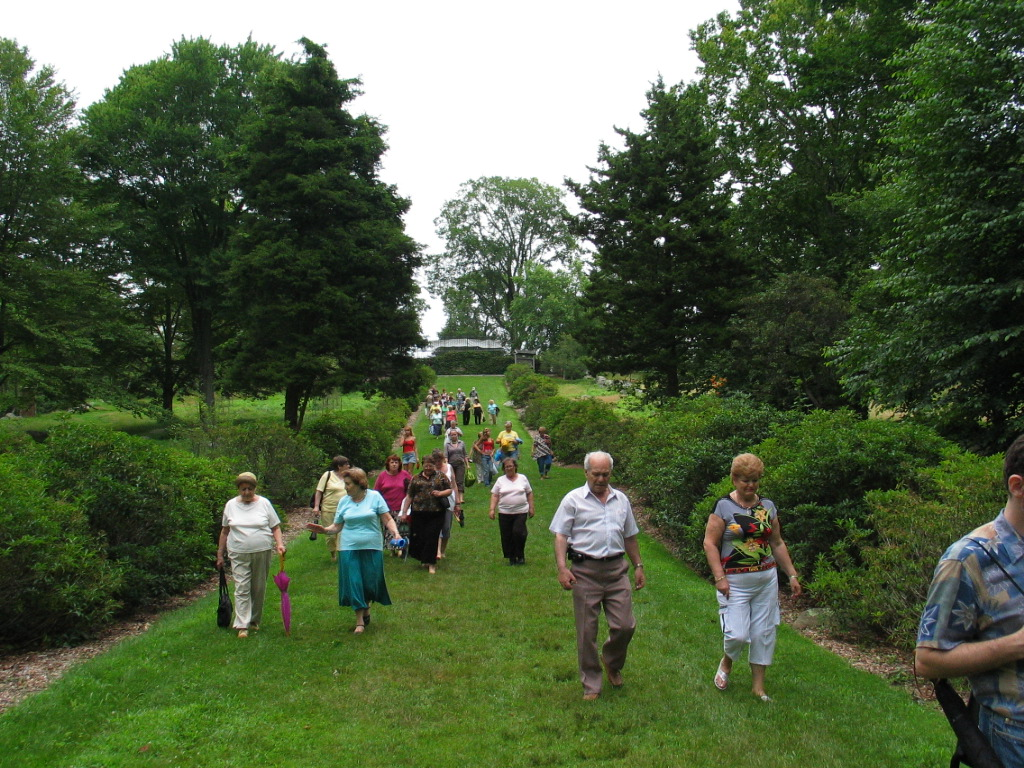
Туристы в Дендрарии

## Студенческая жизнь

### Кодекс чести
Студенты живут в соответствии с Кодексом чести, который отличает Коннектикутский колледж от большинства других учебных заведений. Кодекс чести лежит в основе всех академических и социальных взаимодействий в колледже и создает ощутимый дух доверия и сотрудничества между студентами и преподавателями. К другим проявлениям кодекса относятся самовольно запланированные выпускные экзамены без наблюдателей.

### Демография
В типичный год в колледже обучается около 1850 мужчин и женщин из 40–45 штатов, Вашингтона и 70 стран. Примерно сорок процентов студентов - мужчины. Осенью 2019 года среди студентов было 67,5% белых, 9,9% латиноамериканцев, 4,1% американцев азиатского происхождения, 3,8% афроамериканцев и 3,7% представителей различных рас, а также 9% иностранных студентов. В настоящее время колледж особенно известен междисциплинарными исследованиями, международными программами и программами обмена, финансируемыми стажировками, исследованиями студентов и преподавателей, служебным обучением и совместным управлением учебным заведением. В рамках системы совместного управления колледжа преподаватели, персонал, студенты и администраторы представлены в основных комитетах, которые определяют политику колледжа в отношении учебной программы, бюджета, кампуса и помещений.

### Членство
Коннектикутский Колледж является членом Phi Beta Kappa, группы Annapolis и Спортивной Конференции Малых Колледжей Новой Англии. Колледж предоставляет финансовую помощь, которая на 100 процентов удовлетворяют финансовым потребностям студентов.

### Клубы и организации
Коннектикутский Колледж не предлагает братств или сестринств.
В колледже работает семь а капелла групп :
Женские группы:
- The ConnChords
- The Shwiffs
- Miss Connduct

Мужские группы:
- The Co Co Beaux

Смешанные группы:
- ConnArtists
- Vox Cameli
- Williams Street Mix [38]

Радиостанция колледжа WCNI 90.9 FM транслирует разнообразную музыку, в том числе польку, блюз и кельтские музыкальные шоу. Передатчик мощностью 2000 Вт, установленный в 2003 году, достигает большей части нижней части Новой Англии. The College Voice  - единственная студенческая газета Коннектикутского Колледжа. Газета является независимой редакционной печатью и онлайн-изданием, выходящим раз в две недели. Студенты занимаются всеми аспектами производства: отчетностью, редактированием, продажей рекламы, менеджментом, фотографией, версткой, мультимедиа и дизайном.
Совет студенческой деятельности проводит мероприятия, включая клубные ярмарки, школьные танцы, концерты и экскурсии за пределами кампуса. Совет также отвечает за ежегодный весенний концерт Флоралия. Во Флоралии успели принять участие Misterwives, Cash Cash, RAC и Сент-Люсия .
Дом единства - это межкультурный центр колледжа, который продвигает, поддерживает, обучает и реализует программы межкультурной осведомленности на территории кампуса. Он поддерживает различных студентов и активистов . Женский центр предоставляет пространство для программ и мероприятий, касающихся гендерных вопросов. Ресурсный центр LGBTQIA предлагает ресурсы для квир-студентов, предоставляя им пространство поддержки, библиотеку ресурсов, общественные мероприятия и образовательные программы. Здесь (в Доме Единства) также находятся несколько других студенческих организаций. В августе 2013 года Campus Pride назвал Коннектикутский колледж одним из 25 лучших колледжей и университетов, дружественных к ЛГБТ.

## Спорт
Команды колледжа участвуют в составе III дивизиона Национальной студенческой спортивной ассоциации . Верблюды (талисман университета) являются членами Спортивной Конференции Малых Колледжей Новой Англии. Мужские виды спорта включают баскетбол, бег по пересеченной местности, хоккей, лакросс, греблю, футбол, сквош, плавание и дайвинг, теннис, легкую атлетику и водное поло; в то время как женские виды спорта включают в себя баскетбол, кросс-кантри, хоккей на траве, хоккей, лакросс, греблю, парусный спорт, футбол, сквош, плавание и дайвинг, теннис, легкую атлетику, волейбол и водное поло.
В 2014 году женская футбольная команда выиграла первый и единственный на сегодняшний день чемпионат Спортивной Конференции Малых Колледжей Новой Англии, победив Колледж Уильямс.

## Известные выпускники
Среди выпускников колледжа Коннектикута - старший национальный корреспондент Bloomberg Businessweek Джошуа Грин, генеральный директор AOL Тим Армстронг, авторы бестселлеров New York Times Слоан Кросли, Ханна Тинти и Дэвид Гранн, актриса, обладательница премии Оскар, Эстель Парсонс, модельер Питер Сом, директор Зала славы бейсбола Джефф Идельсон, филантроп Нэн Кемпнер, бывший пресс-секретарь Белого дома Шон Спайсер, основатель Beyond Meat Итан Браун, старший федеральный окружной судья Кимба Вуд и главный тренер мужского хоккейного клуба Quinnipiac Рэнд Пекнольд .

Notable Connecticut College alumni include:
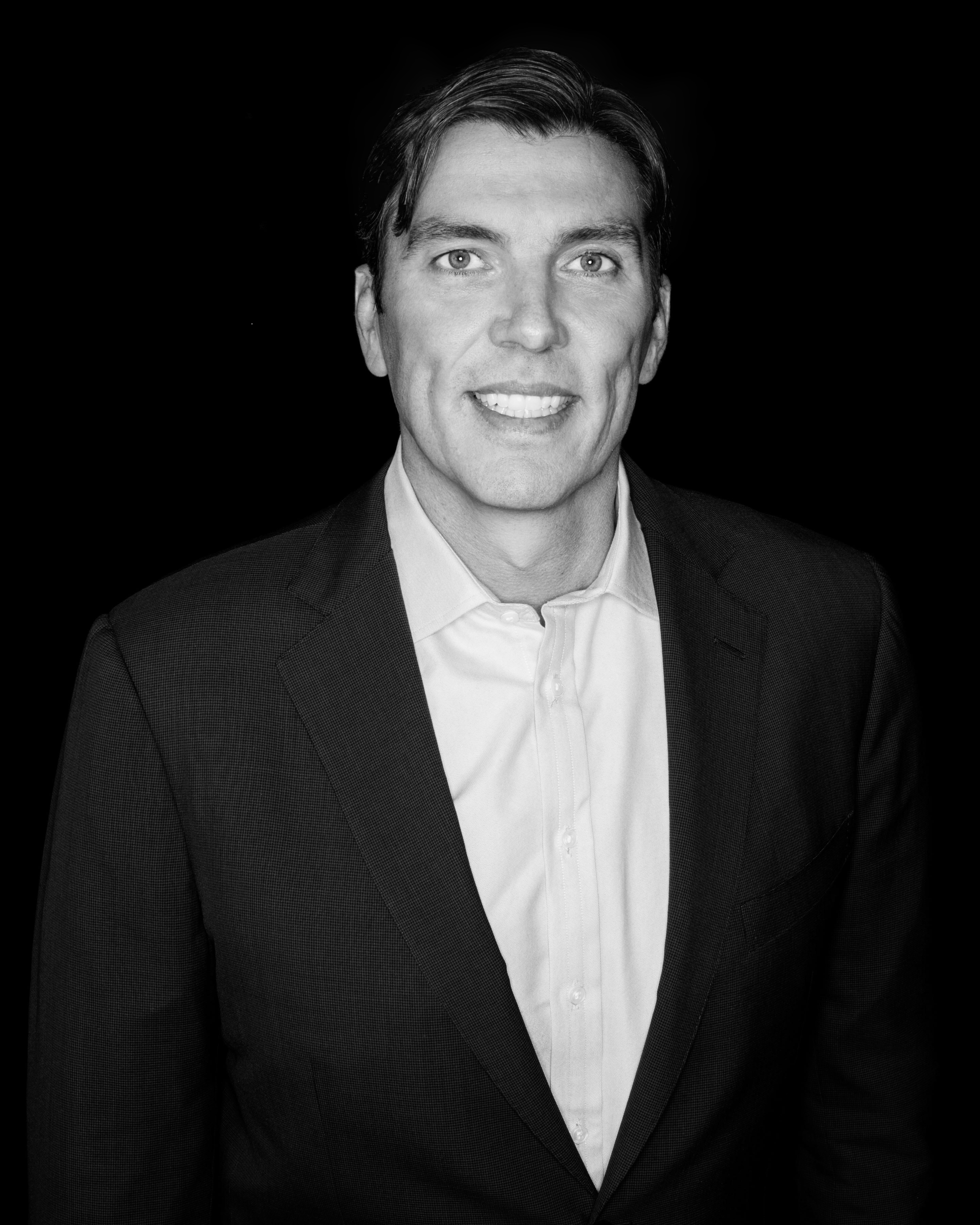
Генеральный директор AOL Тим Армстронг
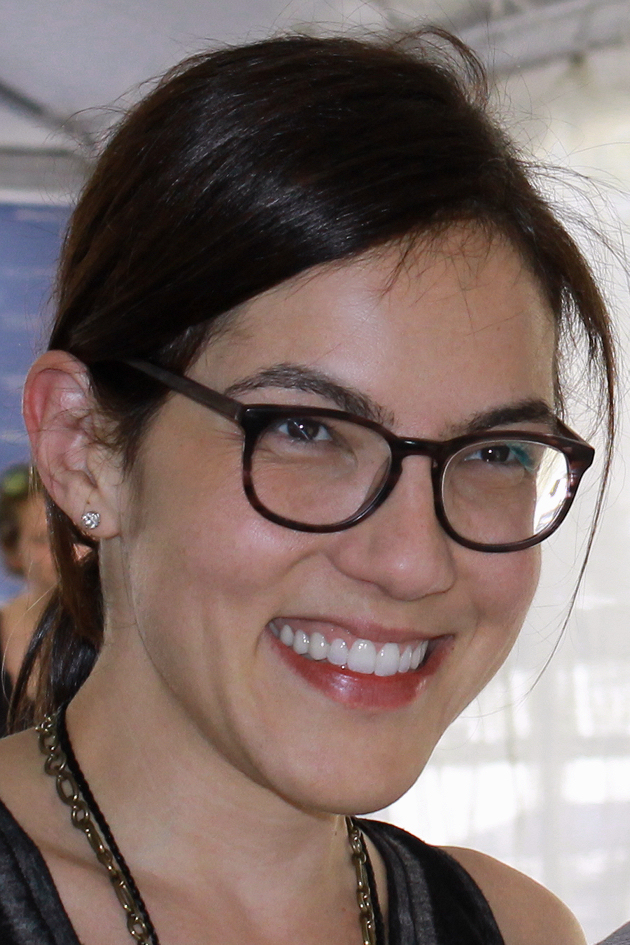
Автор Слоан Кросли
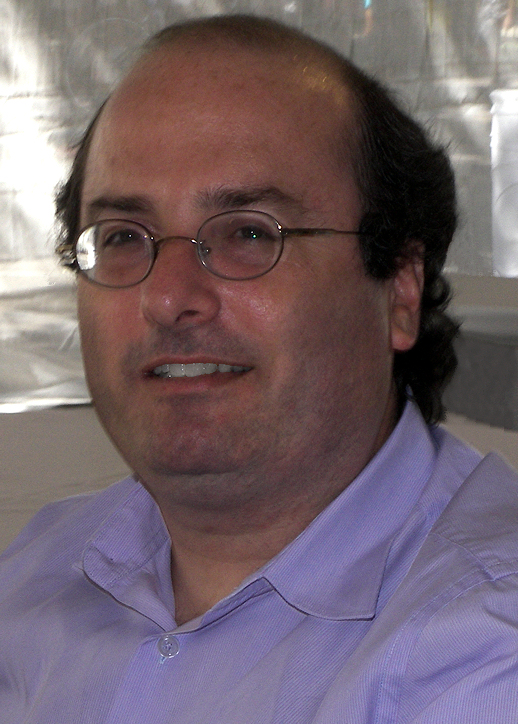
Журналист Дэвид Гранн
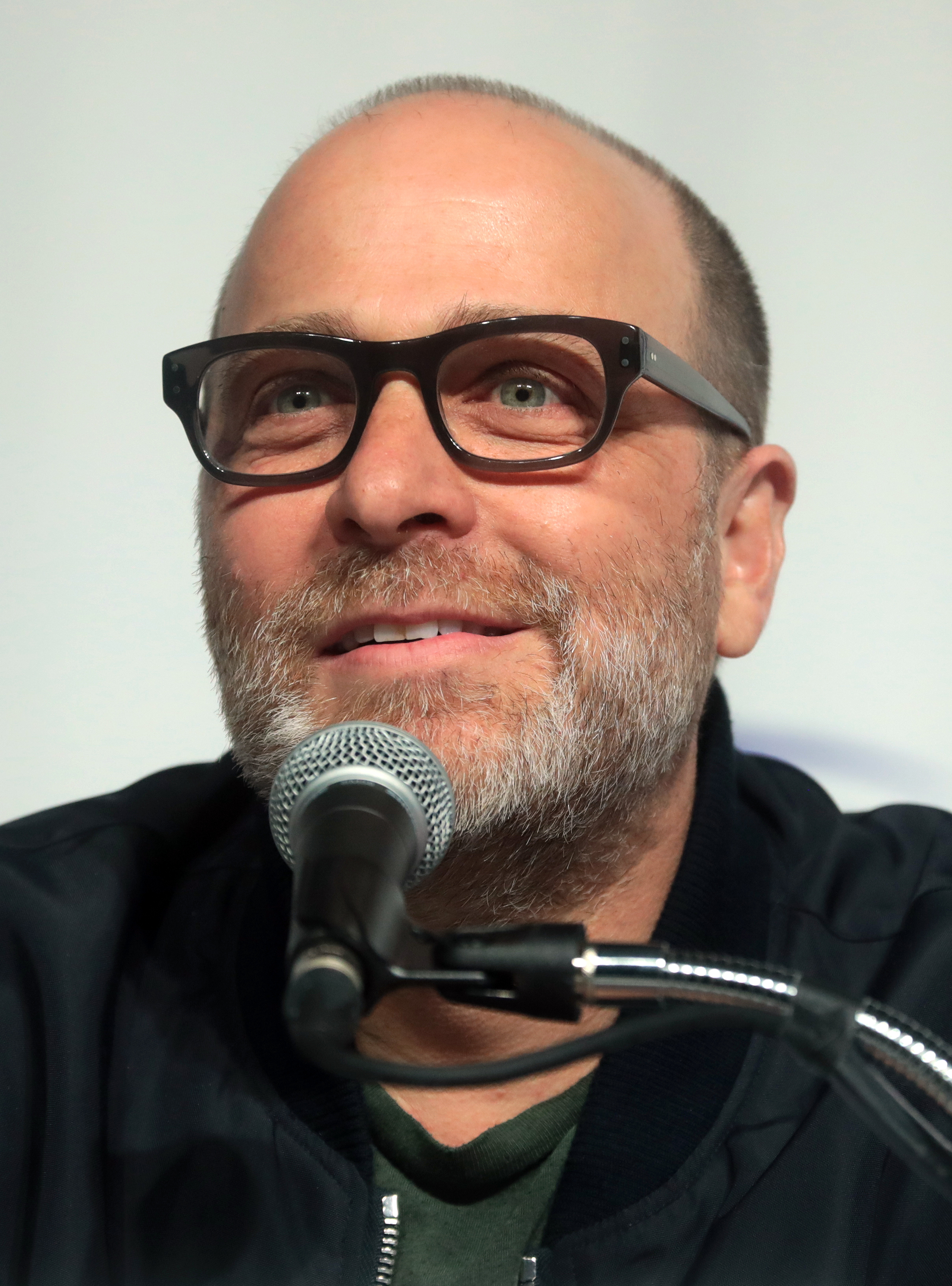
Актер и комик Х. Джон Бенджамин
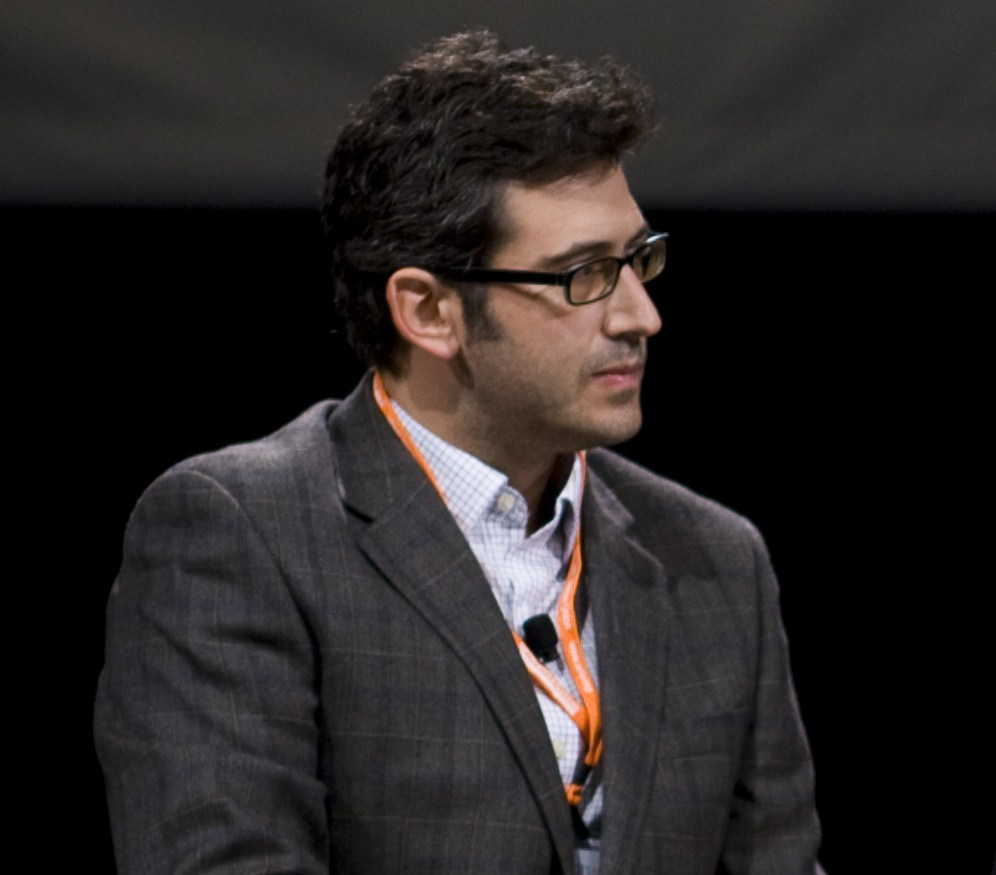
Комик и радиоведущий Сэм Седер
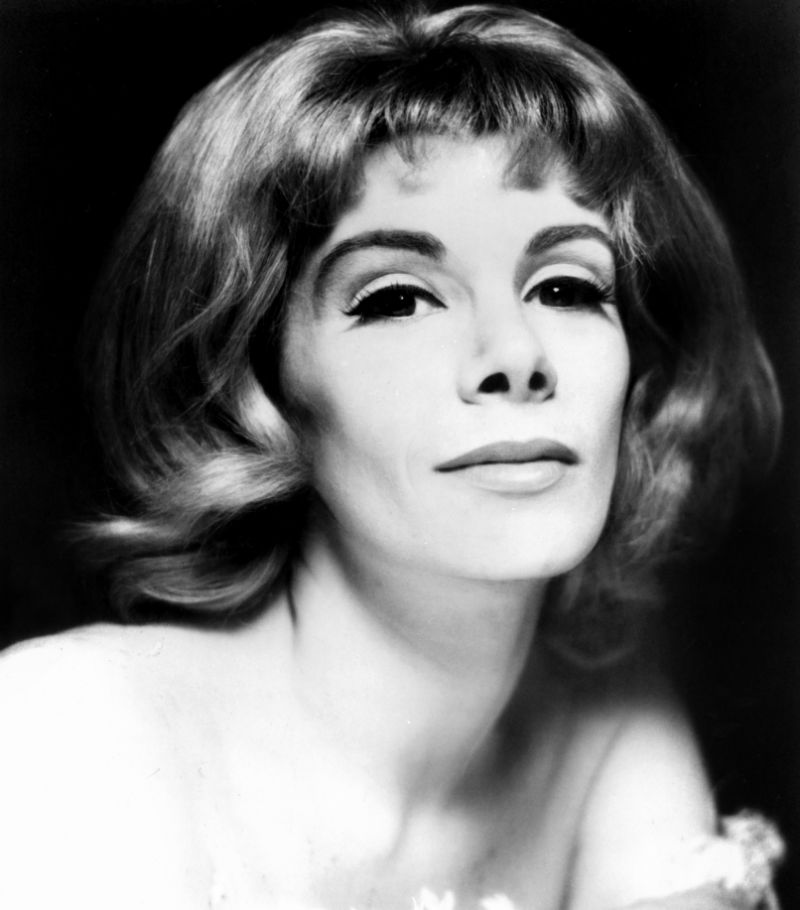
Комик Джоан Риверс
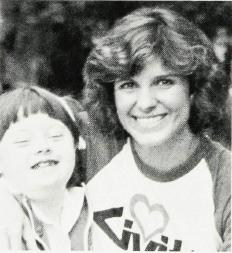
Актриса Сьюзан Сент-Джеймс
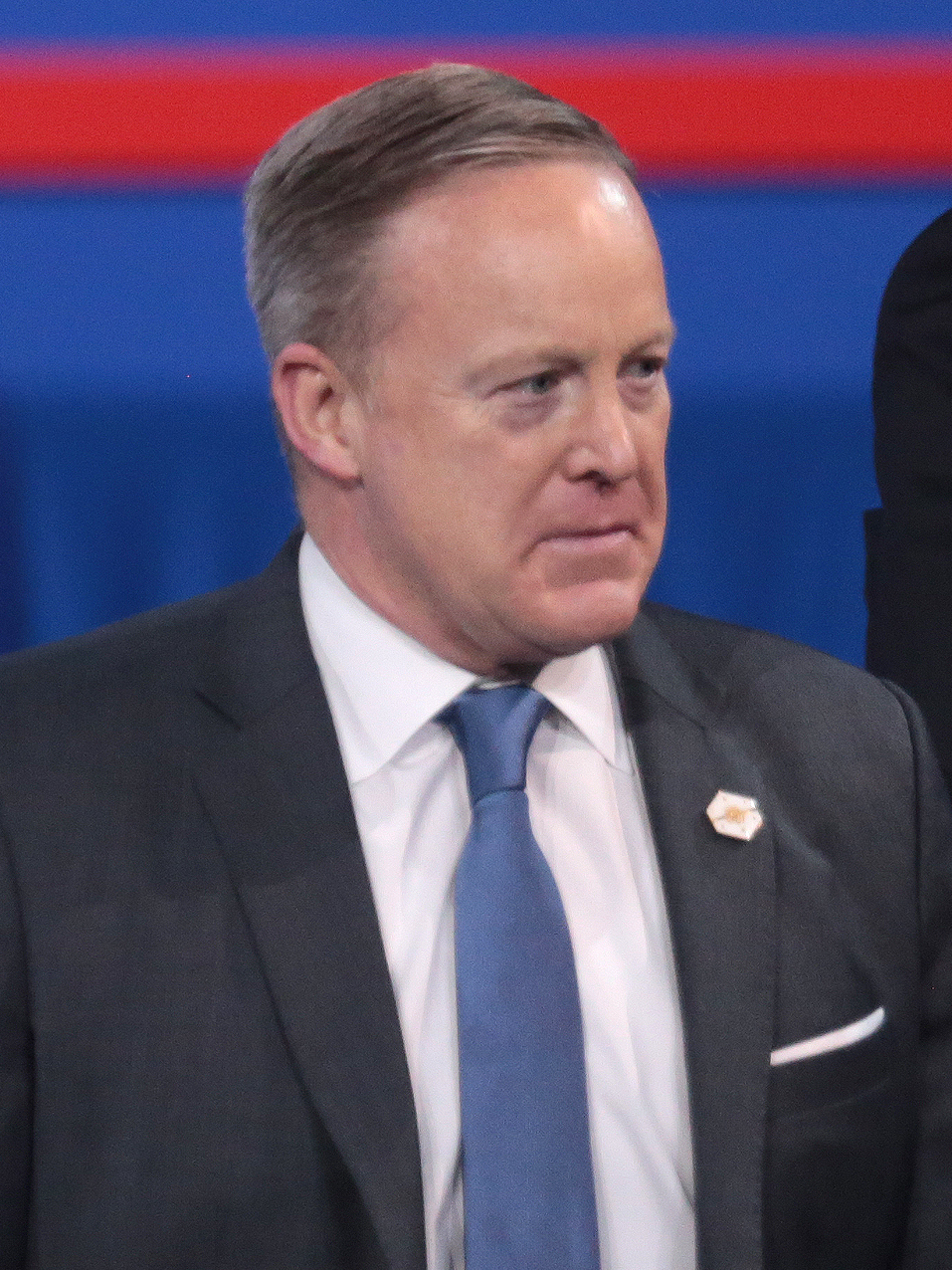
28-й пресс-секретарь Белого дома Шон Спайсер
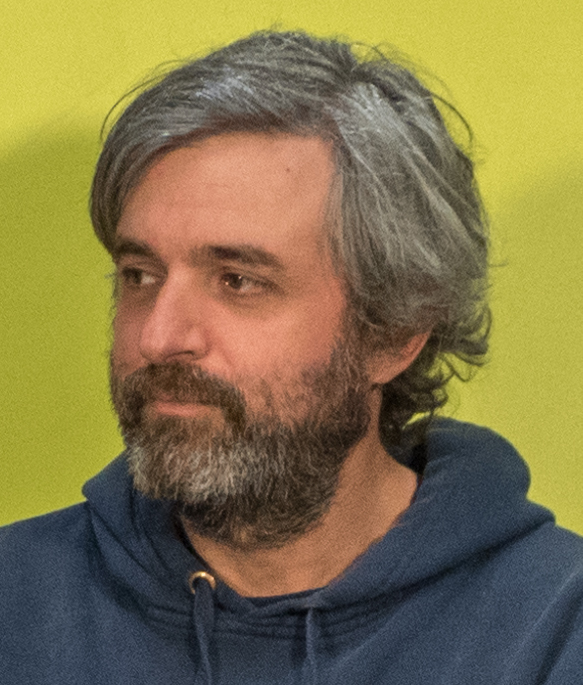
Телевизионный писатель Алек Сулкин
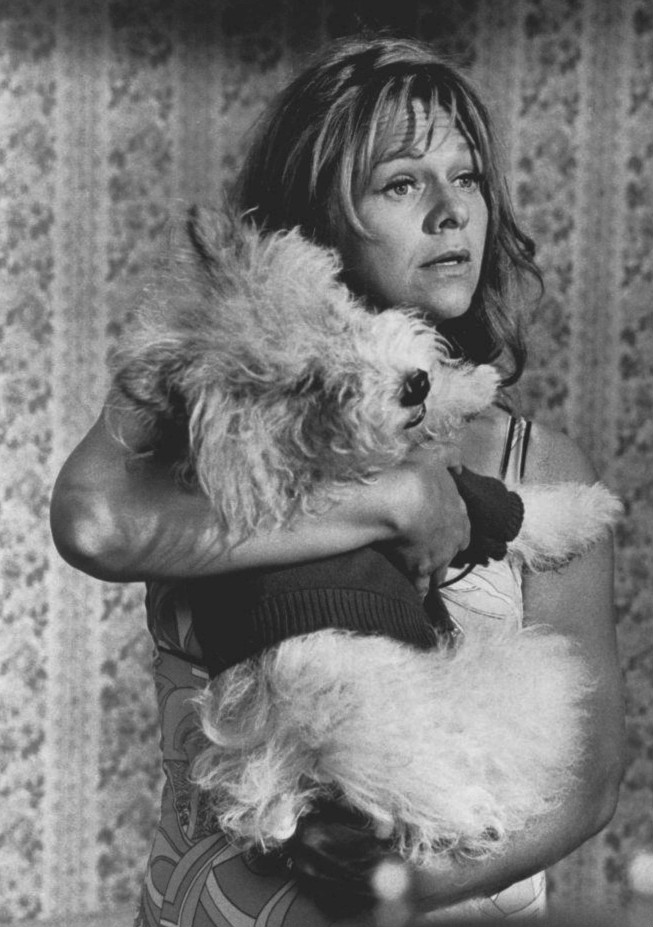
Актриса, обладательница премии Оскар Эстель Парсонс
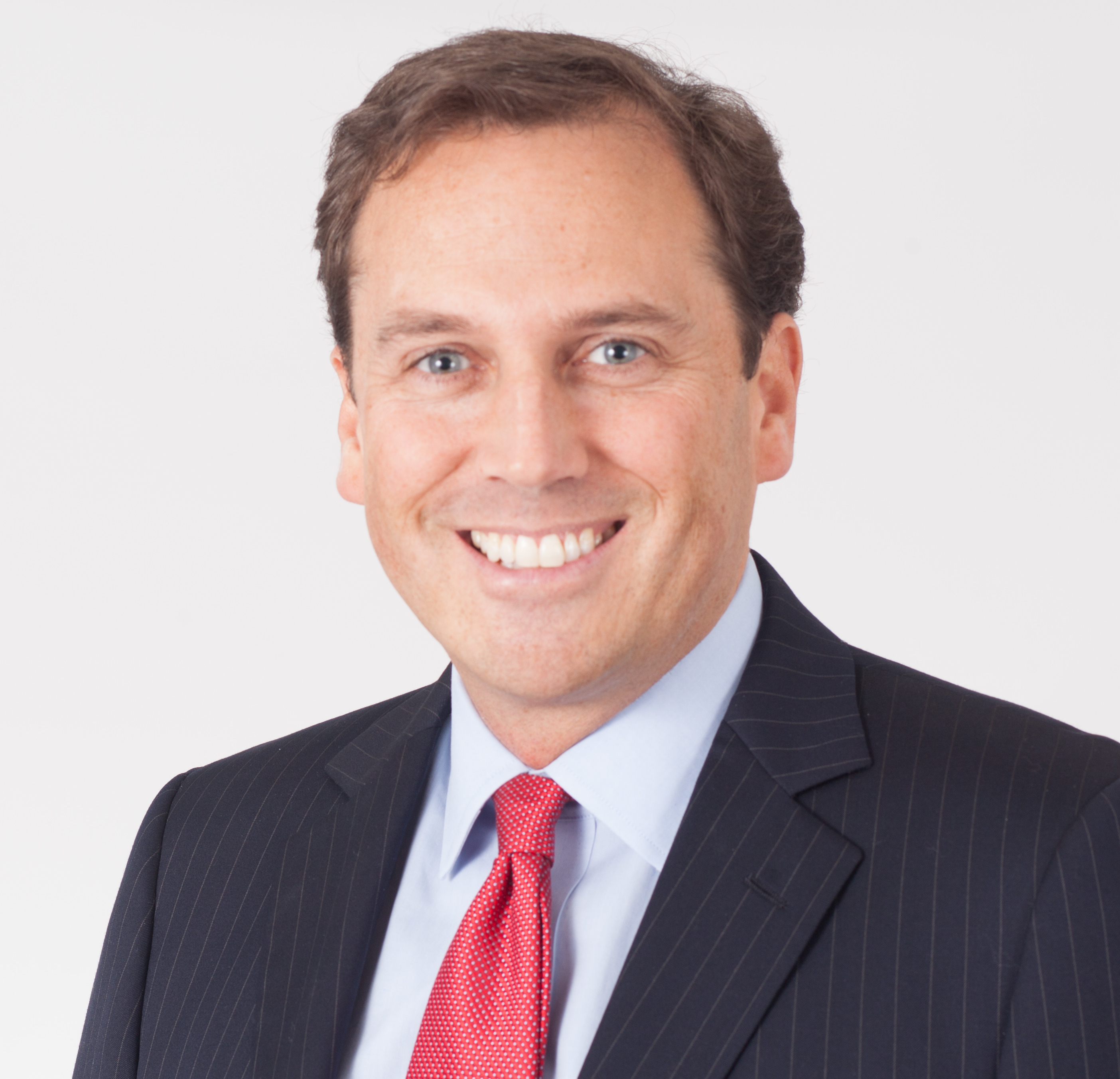
Предприниматель и политик Джей Стампер
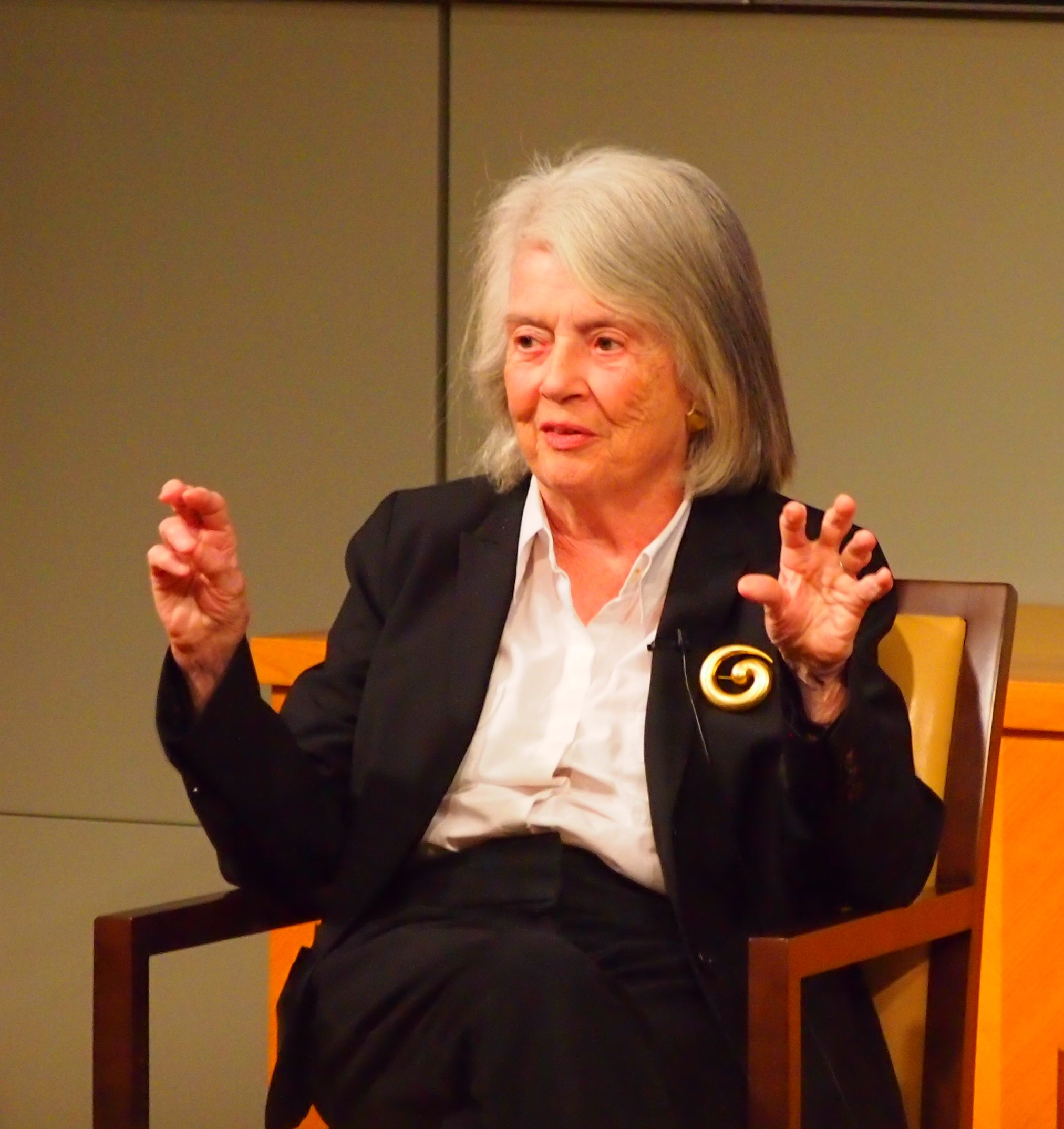
Судья Патрисия Уолд
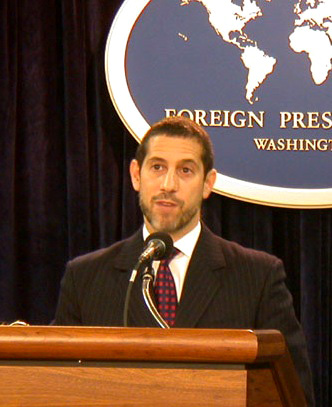
Политический аналитик Брюс Хоффман
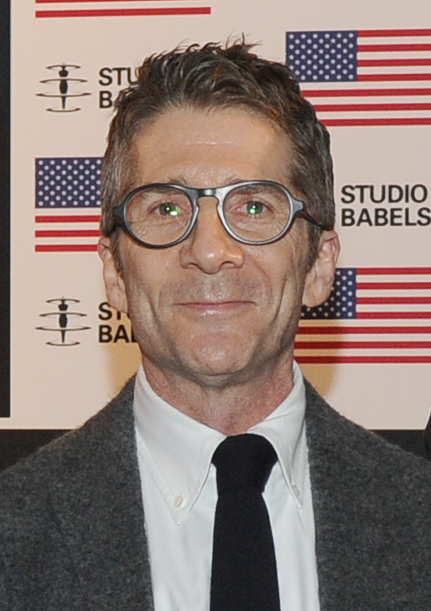
Актер Лиланд Орсер
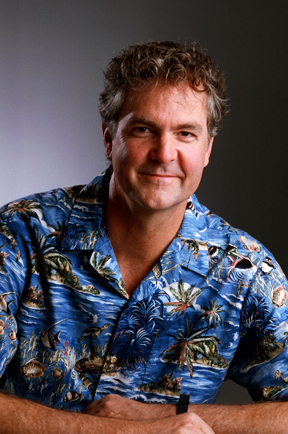
Биоинформатик Дэвид Хаусслер
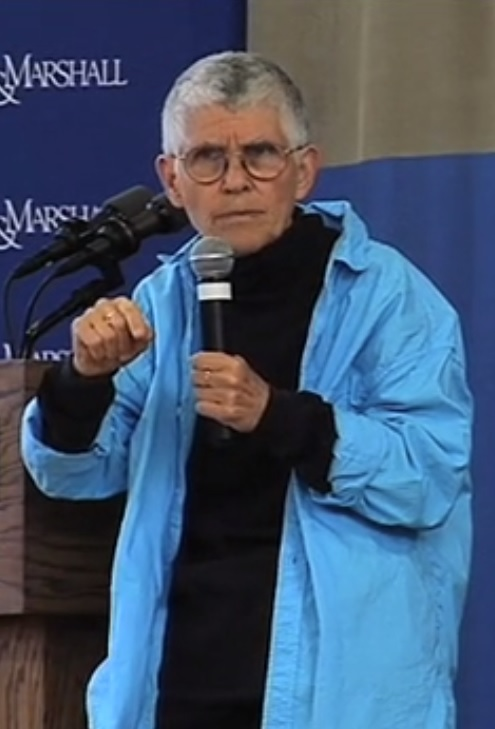
Писательница-феминистка Синтия Энло
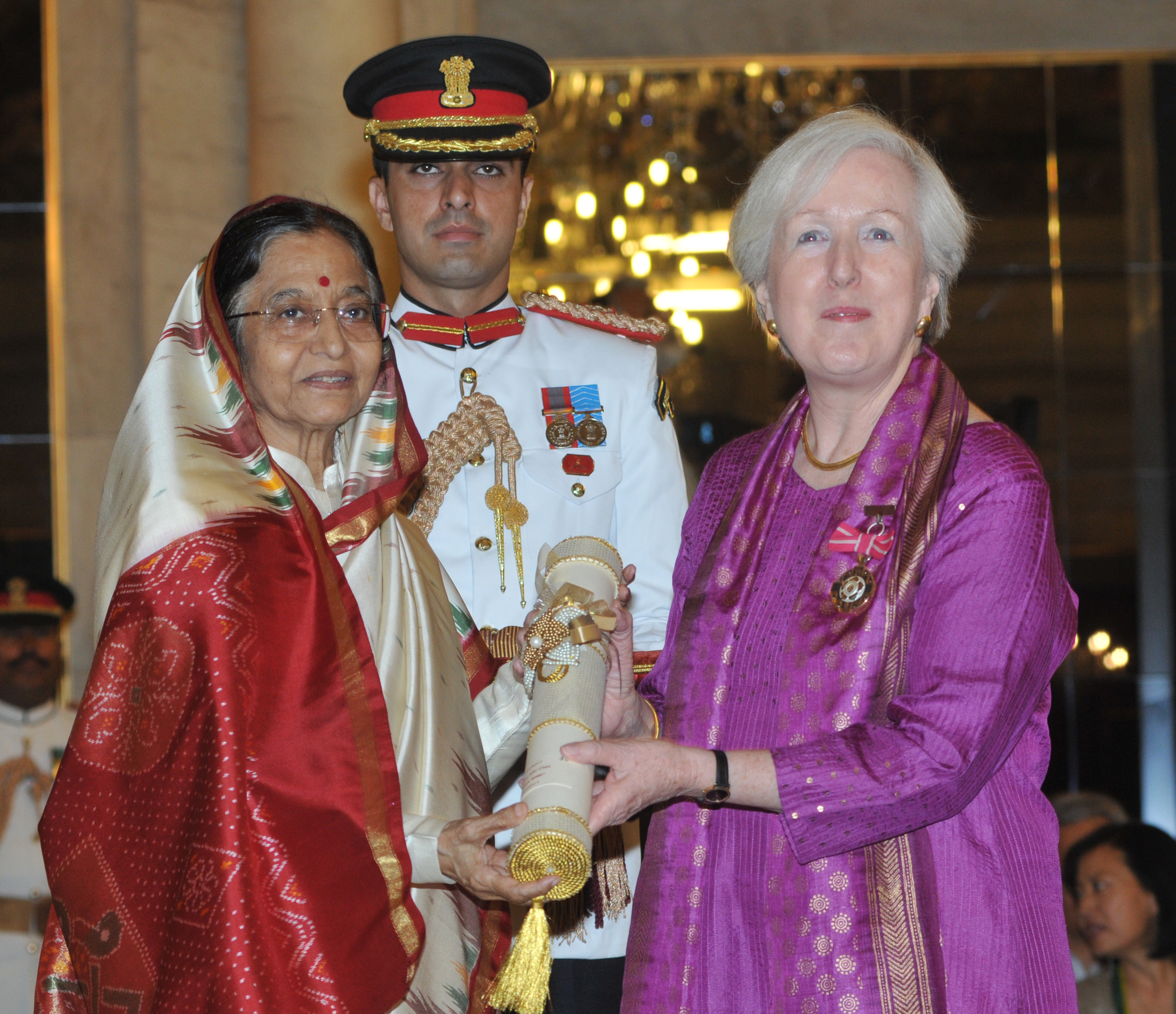
Академик Марта Чен
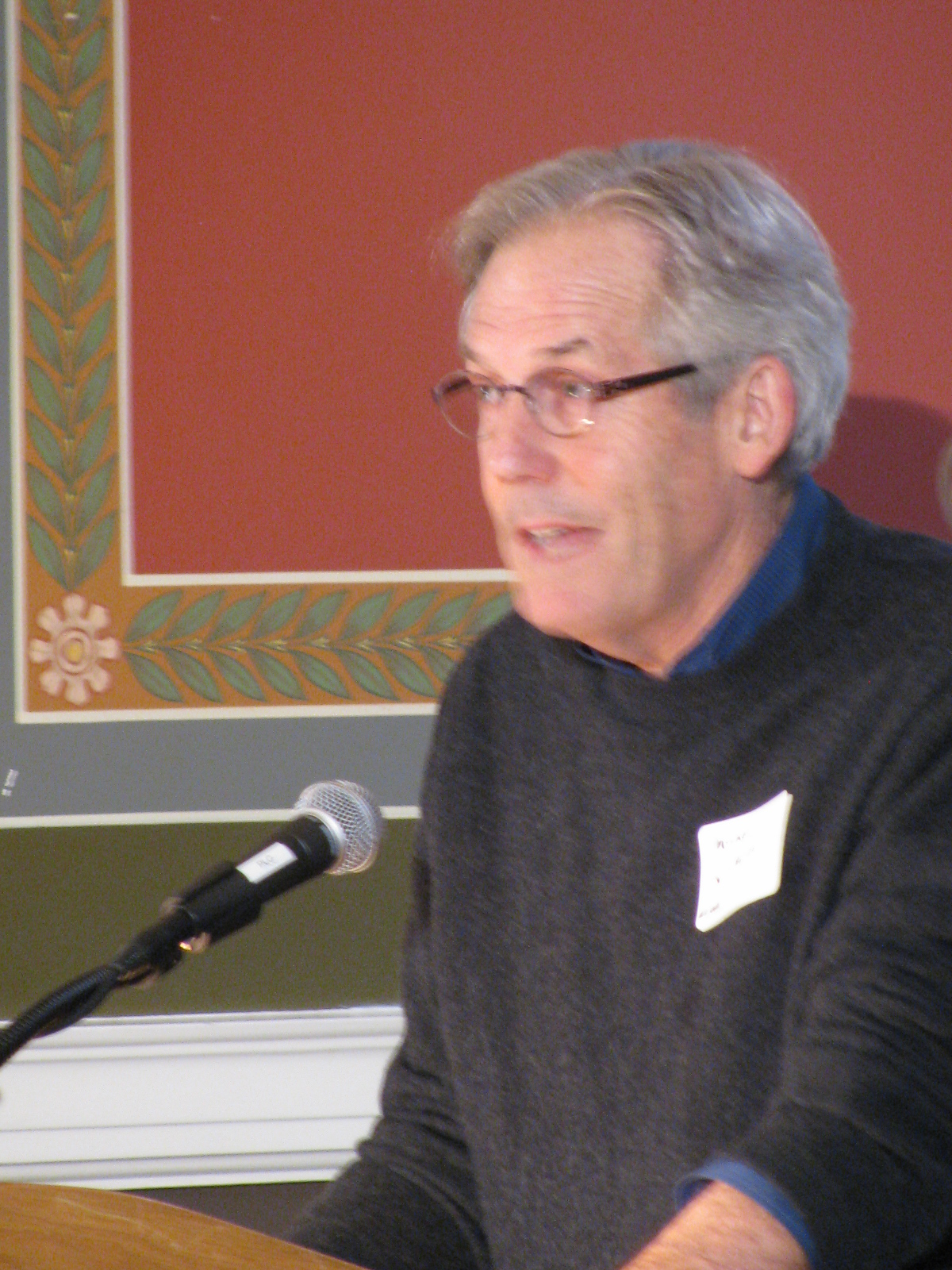
Поэт Майкл Коллиер
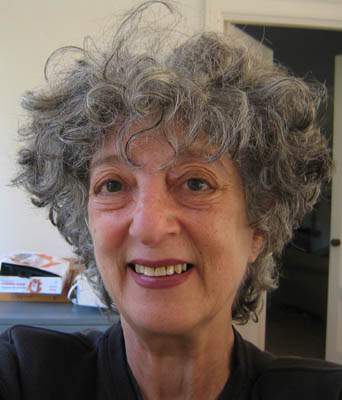
Историк искусства и критик Марсия Такер
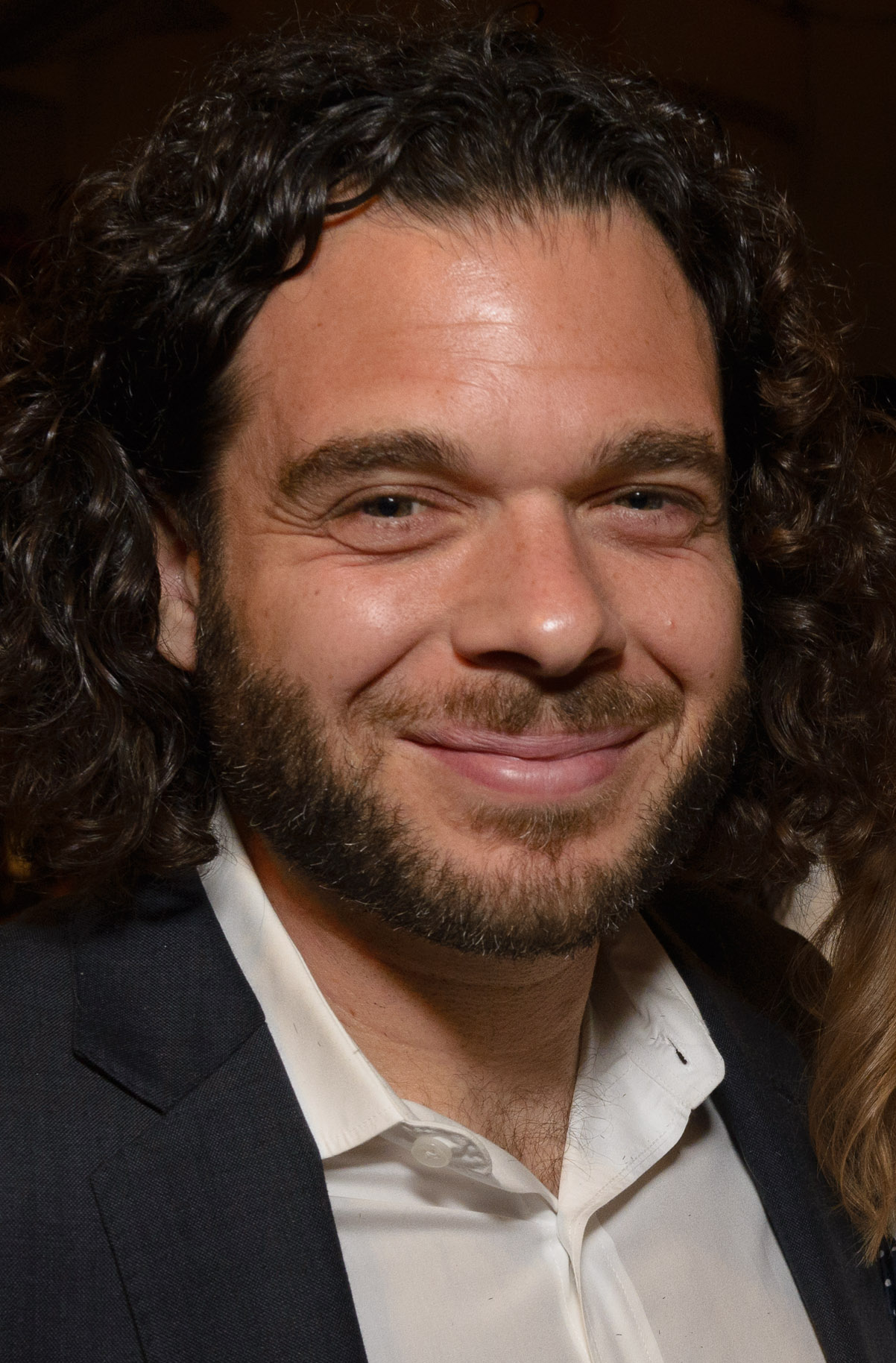
Режиссер Шон Файн